# Johnny Run Away
Johnny Run Away è un singolo della cantante australiana Tones and I, pubblicato il 1º marzo 2019 come primo estratto dal primo EP The Kids Are Coming.

## Video musicale
Il videoclip, diretto da Luke Cunnings, è stato reso disponibile il 28 febbraio 2019.

## Tracce
Testi e musiche di Toni Watson.
1. Johnny Run Away – 3:12

## Formazione
- Tones and I – voce
- Konstantin Kersting – produzione, registrazione, missaggio
- Andrei Eremin – mastering

## Classifiche

### Classifiche settimanali
| Classifica (2019) | Posizione massima |
| ----------------- | ----------------- |
| Australia         | 12                |
| Irlanda           | 83                |

### Classifiche di fine anno
| Classifica (2019) | Posizione |
| ----------------- | --------- |
| Australia         | 32        |